# یوکیچی فوکوزاوا
فوکوزاوا یوکیچی (به ژاپنی: 福沢諭吉 Fukuzawa Yukichi)؛(زاده ۱۰ ژانویهٔ ۱۸۳۵ - درگذشته ۳ فوریه ۱۹۰۱) دبیر،نویسنده، مترجم، کارآفرین و اندیشمند اهل ژاپن بود. فوکوزاوا دانشگاه کیئو را تأسیس کرد. 
فوکوزاوا یکی از مدافعان اولیه اصلاحات در ژاپن بود.  اندیشه‌های او درباره سازمان‌دهی دولت و ساختار نهادهای اجتماعی تأثیر ماندگاری بر ژاپن در دوره میجی گذاشت؛کشوری که به سرعت در حال تغییر بود. تصویر فوکوزاوا بر اسکناس ۱۰۰۰۰ ینی سری D ژاپن چاپ شده هست.

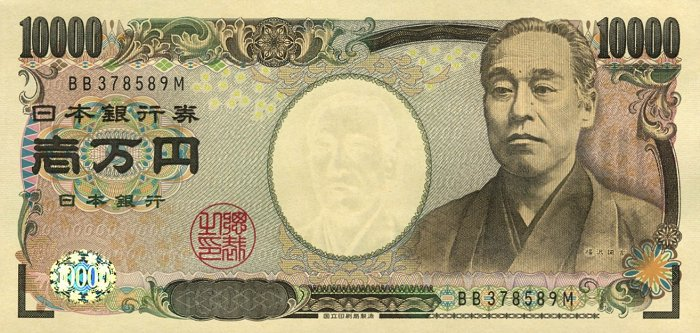
تصویر فوکوزاوا بر روی اسکناس ده هزار ینی سری D ژاپن

## اوایل زندگی
فوکوزاوا یوکیچی در سال ۱۸۳۵ در یک خانواده رده پایین‌ سامورایی از قبیله اوکودایرا (Okudaira) در قلمرو ناکاتسو (Nakatsu _ اوتایتا، کیوشو کنونی) متولد شد. خانواده او در اوساکا زندگی می‌کردند؛ که در آن زمان مرکز اصلی تجارت در ژاپن بود. خانواده فوکوزاوا پس از مرگ زودهنگام پدرش که او نیز یک محقق کنفوسیوس بود، فقیر شد.
فوکوزاوا در سن پنج سالگی شروع به یادگیری آموزه‌های کنفسیوس و ادبیات چینی کرد. هرچند او به مطالعه علاقه نداشت و در محله خود تنها دانش‌آموزی بود که درس نمی‌خواند. فوکوزاوا به خاطر حفظ موقعیت اجتماعی خود، از سن ۱۴ یا ۱۵ سالگی‌‌ شروع به درس خواندن کرد. او با وجود تاخیری که در اینکار داشت، به سرعت در مطالعه متون ادبی چینی مهارت کسب کرد و توانست آثار مهمی را مانند «لون‌یو»، «دائو ده جینگ»، «سالنامه بهار و پاییز» و «ژوانگزی» بخواند.

### زندگی در ناگاساکی
در سال ۱۸۵۴، زمانی که فوکوزاوا ۱۹ ساله بود، هیئت ناخدا پری به ژاپن رسید و با تهدید نظامی منجر به ورود ژاپن به تجارت جهانی شد. پس از اردوکشی ناخدا پری، تقاضا برای افراد آشنا به علم و فنون تیراندازی و توپخانه‌ای افزایش پیدا کرد. 
فوکوزاوا با حمایت برادر بزرگتر خود به ناگاساکی رفت و در مدرسه مطالعات هلندی تحصیل کرد. در آن زمان ناگاساکی پایگاه مهاجران هلندی بود. فوکوزاوا طبق توصیه‌های برادرش به مطالعه زبان هلندی پرداخت تا بتواند نقشه‌‌خوانی جنگی، توپخانه‌ای و تیراندازی اروپایی را یاد بگیرد. 
فوکوزاوا در منزل «یاماموتو مونوجیرو» (Monojiro Yamamoto) که از مقامات ناگاساکی و در فنون تیراندازی و توپخانه‌ای متخصص بود، اقامت کرد. او از یاماموتو کتب مرتبط با اسلحه‌سازی و فنون توپخانه‌ای را کرایه می‌کرد تا نقشه‌خوانی و نقشه‌کشی آنها را یاد بگیرد. همچنین‌ فوکوزاوا از یکی از مقامات مترجم ناگاساکی، زبان هلندی آموخت.  
اقامت فوکوزاوا در ناگاساکی کوتاه بود. «اودایرا ایکی» (Okudaira Iki)، معرف فوکوزاوا به یاماموتو، به پیشرفت سریع او در مقایسه با خودش حسادت می‌ورزید. اوکودایرا قصد داشت با نوشتن نامه ای مبنی بر اینکه مادر فوکوزاوا بیمار است، از شر فوکوزاوا خلاص شود.

### زندگی در اوساکا
با این حال، فوکوزاوا پس از بازگشت به اوساکا در سال ۱۸۵۶، توسط برادرش متقاعد شد که بماند و در مدرسه «تکی‌جوکو» (Tekijuku) ثبت‌نام کند؛ مدرسه‌‌ای که توسط «اوگاتا کوان» (Ogata Kōan)، پزشک و پژوهشگر علوم غربی (رانگاکو) اداره می شود.
فوکوزاوا در همان سال برادرش را از دست داد و سرپرست خانواده‌ شد. او برای پرداخت بدهی‌ها و هزینه‌های خانواده، مجبور شد که کتب و کلکسیون‌های پدرش را بفروشد‌ تا بتواند در اوساکا به تحصیل بپردازد؛ تصمیمی‌ که تمامی خویشاوندان به غیر از مادرش با آن مخالف بودند.
فوکوزاوا در مدرسه تکی‌جوکو مشغول به تحصیل شد و دانش‌آموز شبانه‌روزی آنجا بود. او توان مالی پرداخت شهریه را نداشت و در ازای آن برای مدرسه جزوه‌‌‌ای را ترجمه می‌کرد که آن را سابقا از روی یک کتاب هلندی مرتبط با علوم‌ نظامی نوشته بود.
فوکوزاوا در سال ۱۸۵۷ در سن ۲۲ سالگی سرپرست مدرسه و جانشین «ناگایو سنسای» (Nagayo Sensai) یکی از دبیران شد.  با وجود اینکه تکی‌جوکو بیشتر یک مدرسه پزشکی بود، فوکوزاوا بخاطر تنفر از خون در آن زمینه فعالیتی نکرد و به مطالعه کتب هلندی و انجام آزمایش‌های ساده شیمی و علمی مشغول بود.

### سفر به ادو
فوکوزاوا در سال ۱۸۵۸ به ادو فرستاده شد تا به عنوان دبیر علوم رانگاکو در مدرسه رسمی قلمرو ناکاتسو در ادو خدمت کند.
فوکوزاوا در سال ۱۸۵۹ به یوکوهاما سفر کرد. به علت عهدنامه بین ژاپن و ایالات متحده، یوکوهاما به اقامتگاه جدیدی برای افراد خارجی تبدیل شده بود. فوکوزاوا قصد داشت که مهارت خود را در زبان هلندی، در ارتباط با افراد خارجی امتحان کند.  با اینحال تنها زبانی که مهاجران یوکوهاما استفاده می‌کردند، انگلیسی بود. زبان هلندی اصلا فهمیده نمی‌شد و فوکوزاوا حتی نمی‌توانست تابلوها و نشانه‌های انگلیسی را بخواند.
تا پیش از این برخورد مستقیم، فوکوزاوا از ضرورت یادگیری انگلیسی مطلع نبود. چراکه ژاپن در دوران ‌انزوا، تنها با کشور هلند روابط تجاری داشت و برای ارتباط با غرب، فقط کتب و مطالب هلندی در دسترس بود. 
پس از آن فوکوزوا شروع به یادگیری انگلیسی کرد. او با کمک فرهنگ لغت هلندی-انگلیسی به تنهایی به آموختن انگلیسی مشغول شد.

## فعالیت‌ها دردوران توکوگاوا

### سفر به ایالات متحده

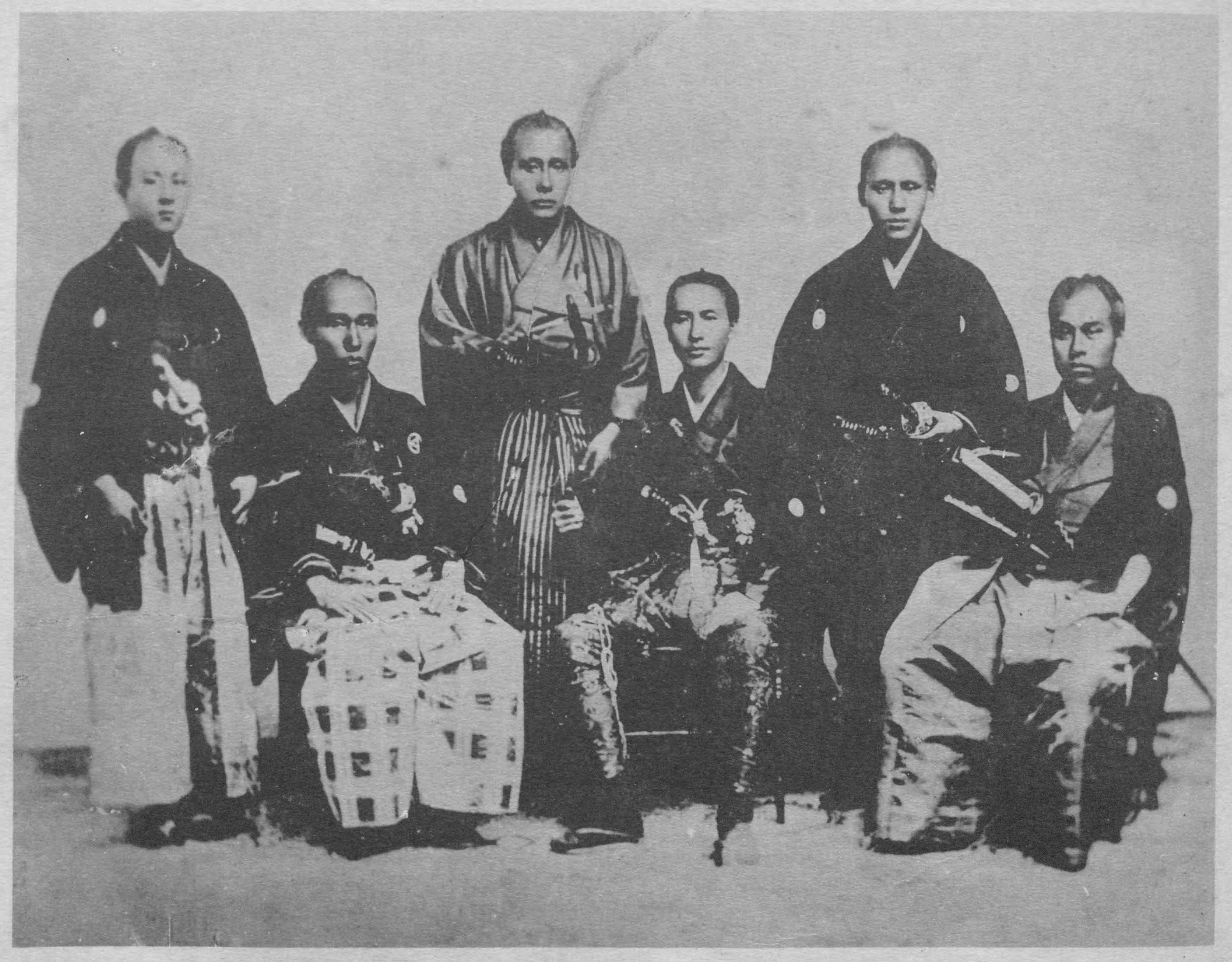
ملوانان کارین مارو. فوکوزاوا اولین نفر نشسته از سمت راست.

در سال ۱۸۶۰ حکومت توکوگاوا جهت انعقاد عهدنامه دوستی و تجاری، هیئتی به ایالات متحده آمریکا اعزام کرد. بخشی از اعضا این هیئت از طریق کشتی «کارین مارو» اولین ناوچه ژاپنی اعزام شدند. هیئت حدود یک ماه در سانفرانسیسکو، کالیفرنیا اقامت داشت.          
«کاتسو کایشو»، از مترجمان حکومت و مسئول آموزش نیرو دریایی، ناخدا این کشتی بود. فوکوزاوا به عنوان ملازم «کیمورا کایشو»، فرمانده کشتی، راهی این سفر شد. فوکوزاوا در طول عمر خود روابط نزدیک و دوستانه‌ای با کیمورا برقرار کرد. در مقابل فوکوزاوا و کاتسو با یکدیگر کنار نمی‌آمدند و او تا آخر عمر خود روابط بدی با کاتسو داشت.
فوکوزاوا بعداً سفر با کشتی کانرین مارو را اینگونه توصیف کرد:

ملت ژاپن تنها پس از هفت سال از زمانی که برای اولین بار به یک کشتی بخار برخورده بودند، توانستند که در طول اقیانوس آرام کشتی برانند. این مایه افتخار ملت ژاپن در جهان است.

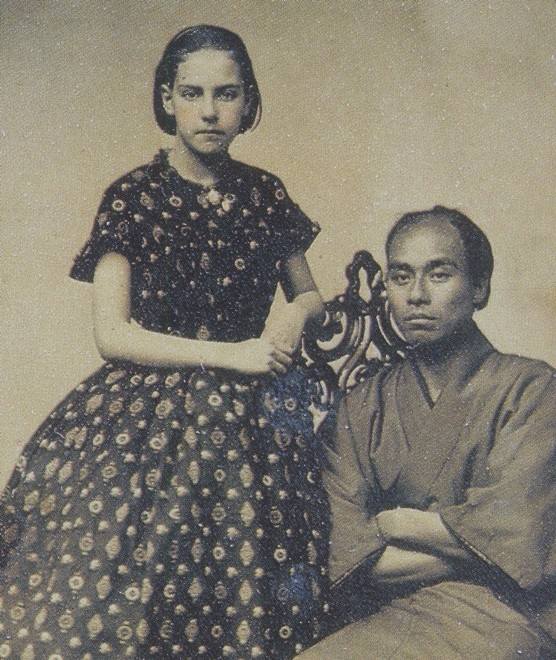
فوکوزاوا به همراه دختر دوازده‌ساله عکاس، سانفرانسیسکو، ۱۸۶۰.

فوکوزاوا از طریق کتبی که قبلا مطالعه کرده، در زمینه علمی با موارد بسیاری در ایالات متحده آمریکا آشنا شده بود. با این‌ وجود او از تفاوت‌های فرهنگی میان دو کشور شوکه شد. به عنوان مثال او نوشت از اینکه مردم آمریکا از سرنوشت نوادگان جورج واشنگتن اطلاعی ندارند، متعجب شده؛ چرا که در ژاپن، تمامی مردم از سرگذشت فرزندان حاکمانشان آگاه هستند.(ضمنا جورج واشنگتن فرزندی نداشت).
فوکوزاوا به همراه «مانجیرو ناکاهاما»، مترجم هیئت، نسخه کوتاه شده‌ای از فرهنگ لغت وبستر را خریداری کردند تا از آن برای مطالعه ژاپنی استفاده کنند. فوکوزاوا فرهنگ لغت دیگری که انگلیسی-کانتونی بود از ایالات متحده خریداری، تلفظ حروف انگلیسی را با کاتاکانا مشخص، و معادل ژاپنی کلمات کانتونی را اضافه کرد تا اولین کتاب خود را منتشر کند.

### استخدام به عنوان مترجم رسمی
پس از بازگشت هیئت به ژاپن در سال ۱۸۶۰، فوکوزاوا به عنوان مترجم رسمی حکومت توکوگاوا استخدام شد. او اسناد را به دو زبان انگلیسی و هلندی برمی‌گرداند. فوکوزاوا در ترجمه اسناد مهم بسیاری مانند حادثه معبد توزن و حادثه قتل هنری هیوسکن (مترجم سفارت ایالات متحده) نقش داشته هست. 
همچنین فوکوزاوا پس از بازگشت از اروپا، در اکتبر سال ۱۸۶۴ در بخش اداره بازرسی از قضات خارجه، به عنوان قائم مقام مترجم استخدام شد. او صرفا یک کارمند موقتی نبود، بلکه از مشاوران مستقیم حکومت توکوگاوا بود. 

### سفر به اروپا

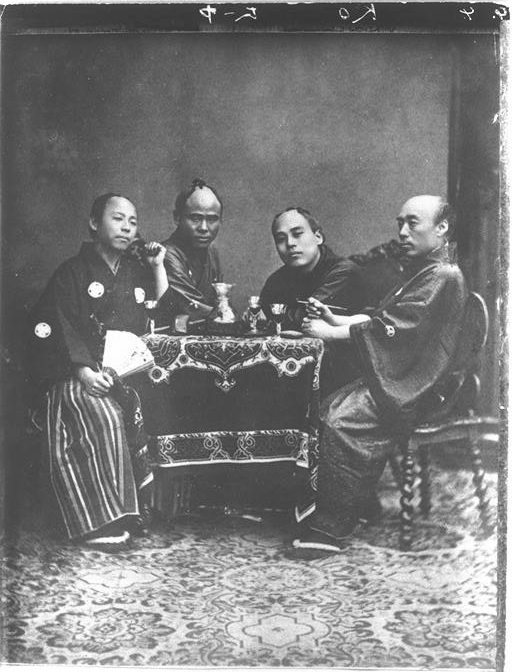
هلند،۱۸۶۲. فوکوزاوا دومین نفر از سمت راست

حکومت توکوگاوا در سال۱۸۶۲ برای اولین بار هیئتی به اروپا اعزام کرد که فوکوزاوا به عنوان مترجم زبان انگلیسی راهی شد. فوکوزاوا در طول این سفر از امکان عمومی متعددی شامل بیمارستانها، ایستگاههای قطار، مدارس و موزه‌ها بازدید کرد و همچنین به نمایشگاه جهانی رفت و با اختراعاتی مانند لوکوموتیو بخار، تجهیزات برقی و ماشین تحریر آشنا شد.
فوکوزاوا مشاهدات خود را از اروپا در اثر معروف و پرفروش «Seiyō Jijō» (اوضاع جهان غربی _ 西洋事情) به چاپ رساند. این مجموعه ده‌گانه که در طی سالهای ۱۸۶۸_۱۸۶۷ به چاپ رسیده شد، آداب و رسوم جهان غرب را به زبان ساده‌ توضیح می‌دهد.
همچنین فوکوزاوا در طول این سفر با «لئون دو رونی» (Leon de Ronny) دوستی برقرار کرد. رونی اهل فرانسه و مسلط به زبان ژاپنی بود که بعدا اولین استاد زبان ژاپنی در مؤسسه ملی زبان‌ها و تمدن‌های شرقی شد. پس از آن فوکوزوا به سفارش رونی در انجمن شرقی آمریکا به عضویت درآمد. 

### جنبش «سون‌نُو جوئی»
با پیشرفت جنبش «سون‌نُو جوئی» که حرکتی بر ضد کشورهای خارجی بود، شرایط برای فوکوزاوا و دیگر مترجمان دولتی ناامن شد. فوکوزاوا چندین بار مورد حمله اعضا جنبش قرار گرفت که در بیشتر مواقع مجبور به فرار می‌شد. فوکوزاوا در خاطرات خود ذکر کرده بود که در دو سال آخر حکومت توکوگاوا و ۶ سال اول حکومت میجی، ادو در خطرناک‌ترین و آشفته‌ترین وضعیت خود قرار داشت.

### سفر مجدد به ایالات متحده
در سال ۱۸۶۷، حکومت توکوگاوا مجددا هیئتی را به ایالات متحده آمریکا اعزام کرد تا کشتی‌های جنگی خریداری شده را تحویل بگیرد. فوکوزاوا نیز به این‌ سفر فرستاده شد. در طول سفر هیأت اعزامی از نیویورک، فیلادلفیا و واشینگتن، دی.سی بازدید کرد. گفته می شود در این زمان، یوکیچی با حدود ۵۰۰۰ ریو سرمایه ای که دو قلمرو کیشو و سندای به او سپرده بود، تعداد زیادی فرهنگ لغت، کتاب فیزیک و اطلس خریداری کرد.
فوکوزاوا پس از بازگشت به ژاپن، کتاب «Seiyō Tabiannai» (راهنمای سفر به کشور‌های غربی _ 西洋旅案内) منتشر کرد. این کتاب از پرفروش‌ترین آثار فوکوزاوا به شمار می‌رود.

## فعالیت‌ها دردوران میجی

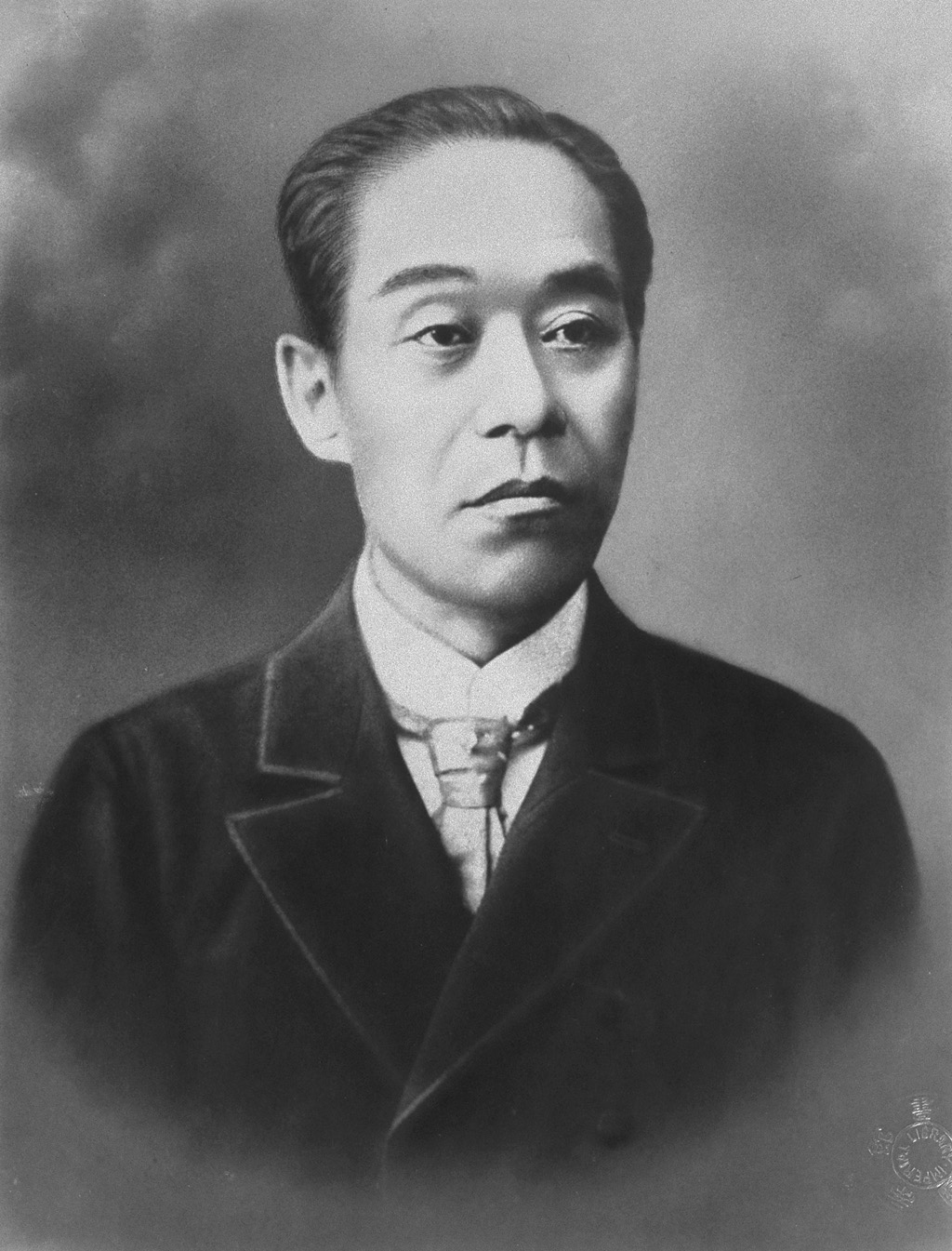
فوکوزاوا یوکیچی

در ۹ دسامبر ۱۸۶۷، حکومت توکوگاوا به پایان رسید و پادشاهی احیا شد. دولت تازه تأسیس از یوکیچی فوکوزاوا دعوت به خدمت کرد، اما او نپذیرفت و پس از آن نیز در هیچ سمت دولتی کار نکرد. از سال بعدی، فوکوزاوا با وجود تعلق به طبقه سامورایی، مانند مردم عادی دیگر با خود شمشیر حمل نکرد. فوکوزاوا در حین حفظ فاصله از جنبش اصلاحات میجی، از استقرار قانون اساسی مشابه کشور بریتانیا حمایت می‌کرد.

### دانشگاه کیئو
فوکوزاوا خود را وقف «Keio Gijuku»، مدرسه‌ مطالعات علوم غربی‌ کرد. این مدرسه که در سال ۱۸۵۸ به دست او تأسیس شده بود، بعدها به دانشگاه کیئو تبدیل شد. فوکوزاوا به برنامه تحصیلی نظام آموزشی دانشگاه خود، برنامه‌های سخنرانی عمومی نیز اضافه کرد.
فوکوزاوا با قلمرو‌های ساندا، سندای، کیشو، ناکاتسو، ایچیگو و ناگائوکا روابط دوستانه‌ای داشت. «ایواکورا تومومی»، وزیر داخله وقت، به فوکوزاوا اعتماد زیادی داشت و به او کمک کرد که مدرسه‌اش را به مکان فعلی آن، توکیو منتقل کند.

### اختلاف با دولت
در دسامبر سال ۱۸۸۰، سه مقام دولتی وقت، «اوکوما شیگه‌نوبو»، «ایتو هیروبومی» و «اینواوئه کائورو»، از فوکوزاوا درخواست کردند که برای دولت روزنامه تالیف کند. او در ابتدا این تقاضا را رد کرد، با این‌ استدلال که «اگر تنها هدف روزنامه آگاه کردن مردم از تصمیمات دولت باشد، دیگر آن روزنامه ارزشی ندارد». با اینحال هنگامی که اینواوئه بر عزم‌ دولت برای تاسیس مجلس تاکید کرد، فوکوزاوا با تالیف روزنامه موافقت کرد.
با این حال در هنگام قانون‌ نویسی بین هیئت دولت اختلاف پیش آمد. اوکوما بدون مشورت قبلی با ایتو، نظام قانون گذاری به سبک بریتانیایی پیشنهاد کرد؛ فوکوزاوا هم چنین نظری داشت، اگرچه در آن زمان این طرح بسیار رادیکال تلقی می‌شد.علاوه بر این، اختلافات دیگری بین اوکوما و طرفدارانش (که بیشترشان از فارغ‌التحصیلان دانشگاه کیئو بودند) با ایتو و حامیانش پیش آمد و فضا به سمتی رفت که در آخر جناح اوکوما مجبور به استعفا از سمت‌های دولتی شد.
طبق دیدگاه فوکوزاوا، ایتو و اینواوئه که در ابتدا قصد داشتند به همراه اوکوما مجلس تأسیس کنند، با دیدن شرایط نامطلوب دولت، در میانه راه نظر خود را تغییر دادند و تقصیر را صرفا به گردن اوکوما انداختند. فوکوزاوا با فرستادن طولانی‌ترین نامه عمر خود به ایتو و اینواوئه، آنها را از این بابت سرزنش کرد. اگرچه اینوئه پاسخی به نامه فوکوزاوا فرستاد، اما ایتو هیچ نامه‌ای در جواب او ارسال نکرد. فوکوزاوا نامه‌های دیگری فرستاد اما ایتو به هیچ‌کدام از آنها پاسخی نداد و اینو‌اوئه هم به آخرین نامه جوابی نداد؛ در نتیجه فوکوزاوا به رابطه خود با آنها پایان داد.
از آنجایی که ایتو، اوکوما را آغازگر جنبش آزادی و حقوق مردم می‌دانست، دوستی نزدیک فوکوزاوا با اوکوما باعث مشکلات زیادی برای او شد و در نهایت  فوکوزاوا از ریاست دانشگاه کیئو کناره‌گیری کرد. 

### چاپ روزنامه
پس از کنار گذاشته شدن اوکوما و اختلافات با ایتو و اینواوئه، فوکوزاوا دیگر به انتشار روزنامه برای دولت نپرداخت. در عوض روزنامه خودش را به نام «Jiji Shinpo» (جیجی شینپو_وقایع روز _時事新報) در مارس ۱۸۸۲ منتشر کرد.دانشگاه کیئو و فارغ التحصیلان آن به طور کامل در راه اندازی این روزنامه با فوکوزاوا همکاری کردند.  
روزنامه جیجی شینپو از پنج روزنامه مهم در دوران پیش از جنگ بود. این روزنامه در زمان انتشار اعلام کرد: «ما استقلال ژاپن را ارج می‌نهیم و هدفمان تنها پاسداری از منافع ملی هست».چاپ روزنامه جیجی شینپو در ۲۵ دسامبر ۱۹۳۶ متوقف و با روزنامه «توکیو نیچی نیچی شینبون» («ماینیچی شینبون» فعلی) ادغام شد.

### حمایت از جنبش اصلاحاتکرهو  جنگ علیهسلسله چینگ
فوکوزاوا مدافع جنبش اصلاحات در کشور کره بود و معتقد بود که ژاپن برای نابود کردن سلسه چینگ، به نوسازی کره نیاز دارد. او از مدافعان سرسخت جنگ با سلسه چینگ بود. فوکوزاوا همچنین از دوستان «کیم اوک گیون» (Kim Ok-gyun)، یکی از اعضای جنبش اصلاحات کره بود و از تحصیل او در دانشگاه کیئو حمایت می‌کرد.
در اوایل این ماه، چندین کره‌ای برای بررسی اوضاع [ژاپن] به ژاپن آمدند.  دو جوان از آنها به دانشگاه [کیئو] پیوستند.  من در منزل خود با مهربانی از آنها پذیرایی و راهنماییشان کردم.  وقتی به بیست سال گذشته خود فکر می‌کنم، نمی توانم نسبت به آنها احساس همدردی و ترحم نداشته باشم. همزمانی اولین سفر خارجی کره‌ای ها و آغاز پذیرش دانشجویان خارجی در دانشگاه ما، حقیقتا یک حسن تصادف هست. در نتیجه این روابط دوستانه، آنها مکررا به منزل من می‌آیند و از کشورشان برایم تعریف می‌کنند؛ که من را به یاد ژاپن سی سال پیش می‌اندازد. در نتیجه این روابط دوستانه، آنها مکررا به منزل من می‌آیند و از کشورشان برایم تعریف می‌کنند که من را به یاد ژاپن سی سال پیش می‌اندازد. پس از این، من با تمام توان از آنها استقبال خواهم کرد.— فوکوزاوا یوکیچی، سال ۱۸۸۱
در اثر حادثه ایمو در سال ۱۸۸۲، مستشاران ژاپنی در کره مورد حمله قرار گرفتند و دولت ژاپن با بستن معاهده‌‌ای، کره را مجبور کرد که غرامت بپردازد و به مستشاران ژاپنی اجازه داشتن نیرو محافظ دهد؛ فوکوزاوا رضایت داشت و استدلال می‌کرد که دخالت های سلسه چینگ نباید تحمل شود.
چین که نگران از دست دادن سلطه‌اش بر کره بود، سه هزار سرباز به رهبری یوآن شیکای به کره اعزام کرد. در نتیجه دولت کره به دو جناح تقسیم شد، جناح مورد حمایت چین و جناح اصلاح‌گرایان که ژاپن حامی آن بود. اصلاح‌گرایان در سال ۱۸۸۴ دست به کودتا گپسین زدند که توسط قوای چینی سرکوب و حدود چهل سرباز و مستشار ژاپنی کشته شدند. نیروهای چینی و کره‌ای همچنین مهاجران ژاپنی را کشتند و چپاول کردند.
کودتا گپسین طرح جنگ با چین را در ژاپن تشدید کرد. فوکوزاوا که از اولین مدافعان جنگ با سلسله چینگ بود، در روزنامه جیجی شینپو مکررا از آغاز جنگ حمایت می‌کرد.  فوکوزاوا همچنین به کیم اوک گیون، که در اثر کودتا به ژاپن متواری شده بود، کمک کرد و پناه داد.
با اینحال در اوایل سال ۱۸۸۵، بحران جنگ موقتا فروکش پیدا کرد و قوای چینی و ژاپنی از کره عقب نشینی کردند. در نگاه فوکوزاوا، این نتیجه به نفع چین بود.
در مارس ۱۸۹۴، کیم اوک گیون که در ژاپن تبعید بود، توسط دولت کره فریب خورد، به شانگهای رفت و در آنجا به قتل رسید. این ترور در نهایت منجر به نخستین جنگ ژاپن با چین شد. فوکوزاوا برای کیم اوک گیون مراسم عزاداری برگزار و تا پایان جنگ از دولت و نظامیان ژاپن مشتاقانه حمایت کرد.
فوکوزاوا همچنین برای کمک به جنگ، داوطلبانه کارزار جمع آوری پول راه انداخت و مبلغ هنگفت ده هزار ین به دست آمد. علاوه بر این، فوکوزاوا برای گردآوری کمک‌های مالی به جنگ، به همراه میتسویی هاچیرومون (رئیس شرکت میتسویی) شیبوساوا ایچی و ایواساکی هیسایا (فرزند ایواساکی یاتارو)، سازمان «هوکوککای» (Hokokukai_報国会) را تشکیل داد.

## مرگ
فوکوزاوا پس از سکته مغزی در ۲۵ ژانویه ۱۹۰۱، در سوم فوریه همان سال و در ۶۶ سالگی درگذشت. او در معبد «Zenpuku-ji»، در منطقه آزابو در توکیو به خاک سپرده شد.
در زمان مرگ او، دانشگاه کیئو به یک مرکز آموزشی بزرگ تبدیل شده که مجموعا هزار دانشجو در آنجا مشغول به تحصیل بود. همچنین روزنامه جیجی شینپو در زمره روزنامه های اصلی ژاپن به حساب می‌آمد و اعتبار زیادی داشت.
پس از مرگ فوکوزاوا، مجلس نمایندگان ژاپن قطعنامه‌ای صادر کرد:
مجلس نمایندگان، برای درگذشت فوکوزاوا یوکیچی، مردی که مدافع الغای ساکوکو بود و در مطالعه تمام توان خود را به‌کار می‌گرفت، مراتب تسلیت خود را ابراز می‌کند.— مجلس نمایندگان ژاپن، هفت فوریه ۱۹۰۱

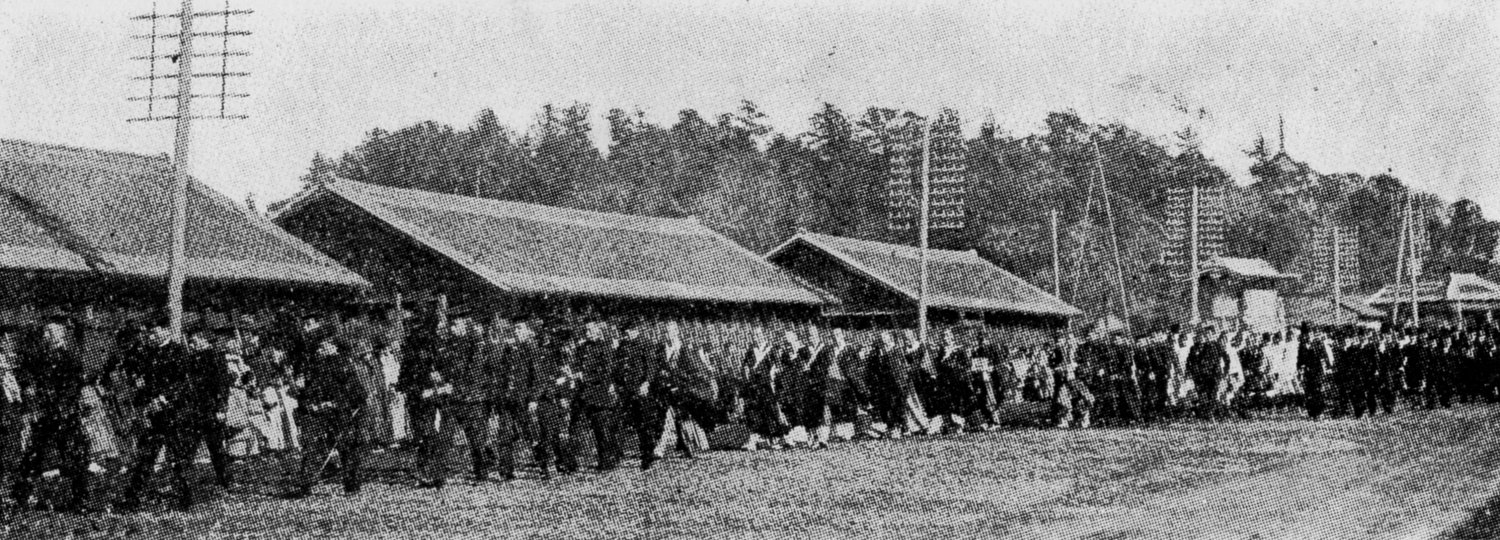
مراسم خاکسپاری فوکوزاوا

در مراسم خاکسپاری فوکوزاوا، پانزده هزار نفر شرکت کردند.  هرساله دانشجویان و دانش‌آموختگان دانشگاه کیئو، برای فوکوزاوا مراسم یادبودی را در سوم فوریه برگزار می‌کنند.

## دیدگاه‌ها

### چین و کشور‌های شرقی
فوکوزاوا از سنت گرایان افراطی که از تمدن غربی امتناع می‌کردند، انتقاد داشت. او در کتاب«اشتیاق یادگیری»، به این موضوع اشاره کرد:
کاوش و ابداع بخشی از مسیر پیشرفت هست، خواه ملموس باشد خواه ناملموس.
ملت‌های غربی مشتاقانه در جستجوی ریشه‌های تمدن نو و در مقابل، ملت‌های شرقی به عقایدی غلط معتقد، در بودا یا شمنگرایی غرق شده‌‌، یا آنچنان پیرو قدیسان و واعظان کذایی خود (مانند کنفوسیوس) هستند که در گذر زمان نیز نمی‌توانند از قید سخنانشان رها گردند.— بخشی از کتاب «اشتیاق یادگیری»

فوکوزاوا به ویژه از سلسه چینگ و مردم چینی انتقاد می‌کرد که با وجود یک‌ قرن رابطه با جهان غرب، نسبت به نوسازی و غرب‌گرایی بی اعتنا بودند.
در طی این‌ یک قرن [رابطه با غرب]، هیچکس [در چین] نیست که کتب غربی را مطالعه و تدریس کند، هیچکس نیست که ابزار غربی را امتحان کند. هیچکس. این کندی و کساد در اصلاحات واقعاً حیرت‌انگیز است. . . به هر حال این گناه مردم چین هست که به وسعت کشور خود می‌بالیدند، دیگر ملت‌ها را تحقیر می‌کردند، برای هزاران سال با توهمات یانگ و عناصر پنج‌گانه، خود را فریب می‌دادند و با دست خود، کلید یافتن حقیقت را دور می‌انداختند.

### جنگ چین و ژاپن
در نگاه فوکوزاوا، جنگ چین و ژاپن، «نبردی برای گسترش قدرت ملت ژاپن» و «نبرد عقیدتی بین علوم غربی و کنفوسیوس‌گرایی» بود.
 نبرد افرادی که برای پیشرفت تمدن و روشنگری طرح‌ریزی می‌کنند، با افرادی که در تلاش برای جلوگیری از این ترقی و پیشرفت هستند.— نوشته فوکوزاوا در روزنامه جیجی شینپو، به مناسبت پیروزی ژاپن در نبرد پونگدو، ۲۹ ژوئيه ۱۸۹۴

در طول جنگ، فوکوزاوا از دولت میخواست که اختلافات داخلی و سیاسی را فراموش کند و مردم را به «ستایش کشور و تحمل مشکلات آن با تمام وجود»  تشویق می‌کرد.
فوکوزاوا پس از پیروزی ژاپن در جنگ با چین، اطمینان خود را از پیروزی اندیشه‌هایش در نبرد، در نامه‌ای ابراز کرد:
من درباره ناکارآمدی محققین علوم کهن نصیحیت کردم و معتقدم که اساس پایه‌گذاری یک تمدن، تنها در گروی تمدن‌گرایی غربیست. با وجودی که سالهاست بر این باورم، هرگز تصور نمی‌کردم که در طول عمر خود با چنین واقعه‌ای [پیروزی جنگ] روبرو خواهم شد. اکنون پس از رویاروی با این رویداد بزرگ، فکر میکنم که چین و کره نیز می‌خواهند که در زمره تمدن ما قرار بگیرند. از این بابت به طرز غیر قابل وصفی شادمان هستم.
با این حال، نیت اصلی فوکوزاوا، جلوگیری از تهاجم قدرت‌های غربی به شرق بود‍؛ و همانطور که در برخی از کتبش اشاره کرده هست، قدرت نظامی ژاپن نه تنها به نفع خود کشور، بلکه به منظور حفاظت از کشورهای شرقی در برابر غرب بود. به همین دلیل او مشتاقانه از اصلاح‌گرایان آسیایی، مانند اصلاح‌گرایان کره‌ای، حمایت می‌کرد.

### برترپنداری سفیدپوستان
فوکوزاوا انسان را به پنج نژاد سفید، زرد، سرخ، سیاه و قهوه‌ای پوست تقسیم کرده بود. او نژاد سفید را ستایش می‌کرد و آن را «بهترین نژاد اروپا» می‌دانست. با اینحال سایر نژاد‌ها را بدوی و بی تمدن توصیف می‌کرد. فوکوزاوا همچنین نسبت به نژاد زردپوست نظر منفی داشت و آنها را « با استعداد محدود و کند در پیشرفت حتی با وجود تحمل مشکلات و سخت‌کوشی» توصیف می‌کرد. 

### حقوق زنان
فوکوزاوا از اولین افراد در دوره میجی بود که اندیشه‌های آزادی و حقوق زنان را به ژاپن معرفی کرد. او چندزنی و داشتن معشوقه در کنار همسر را محکوم می‌کرد. فوکوزاوا اصرار داشت که از آنجایی که زن و مرد هر دو انسان هستند، باید به زنان نیز آزادی داده شود و از تحصیلات یکسان بهره‌مند گردند.
دبستان وابسته به دانشگاه کیئو، که در سال ۱۸۷۴ تأسیس شده بود، از سال ۱۸۷۷ به مدت چند سال شروع به پذیرش دختران کرد و از معدود مدارس مختلط در آن زمان بود.
در ابتدا پیش‌نویس قانون خانواده شباهت زیادی به اندیشه‌های فوکوزاوا در رابطه با برابری زن و مرد داشت و مورد حمایت او بود. با اینحال،  به علت مخالفت خانواده‌های سامورایی، قانون تغییر کرد و مردسالارانه شد‌.

### پارلمان‌محوری،جنبش آزادی و حقوق مردم
فوکوزاوا مدافع نظام پارلمانی و حزبی بریتانیا بود. او معتقد بود که برای حفظ نظم در دنیا نوین، باید صاحبان قدرت در زمان مناسب عوض شوند و قدرت طولانی مدت در اختیار سیاستمداران نباشد.
ما باید به شدت نظام سیاسی، حزبی و پارلمانی بریتانیا را مبنای  خود قرار دهیم؛ نظامی که در آن با رای ملت، صاحبان قدرت عوض می‌شوند.— فوکوزاوا یوکیچی، سال ۱۸۷۹
با اینحال فوکوزاوا، گسترش حاکمیت ملی ژاپن در خارج از کشور را، از کشمکش‌های داخلی، مهم‌تر تلقی می‌کرد. او به «صلح در داخل، رقابت در خارج» و «هماهنگی دولت و ملت» باور داشت و هرگز خود را همسو افراطیون جنبش آزادی نمی‌دید؛ فوکوزاوا آنها را «مدافعان بی ارزش جنبش» می‌خواند و ادعاهایشان را «یکسان با عوعو سگ‌ها» توصیف می‌کرد. طبق نوشته‌های فوکوزاوا، برخی از اعضا جنبش آزادی در سخنرانی های خود رفتار‌هایی نظیر بی احترامی به خاندان سلطنتی داشتند که از نظر او به شدت ناشايست و غیرقابل بخشش بود.

## آثار

### فرهنگ لغت انگلیسی-ژاپنی
فوکوزاوا در سال ۱۸۶۰، فرهنگ لغت انگلیسی-ژاپنی (Zōtei Kaei Tsūgo) را منتشر کرد. این اولین تالیف او بود که ترجمه ای از فرهنگ لغت انگلیسی-چینی (Kaei Tsūgo) هست که فوکوزاوا آن را در سال ۱۸۶۰ در سانفرانسیسکو خریده بود. علاوه بر این، فوکوزاوا برای نشان دادن تلفظ صداهای «وو» (vu) و «وا» (va)، به ترتیب حروف کاتاکانا ヴ و ヷرا ابداع کرد. (امروزه به جای حرفヷ، از ヴァ استفاده می‌شود). به عنوان نمونه، نام بتهوون در ژاپنی، «ベートーヴェン» نوشته می‌شود.

### نظریه تمدن

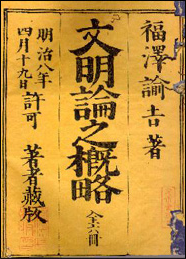
چاپ اول کتاب نظریه تمدن (۱۸۷۵)

فوکوزاوا در سال ۱۸۷۵، کتاب «نظریه تمدن» 
(Bunmeiron no Gairyaku_ 文明論之概略) را منتشر کرد. این کتاب بیانگر دیدگاه‌های شخصی او درباره تمدن بود؛ که از کتب «تاریخ تمدن اروپا» نوشته فرانسوا گیزو و «تاریخ تمدن در انگلستان» نوشته هنری توماس باکل، تاثیر گرفته بود.
در نگاه فوکوزاوا، تمدن اساسا به معنای ارتقای دانش و آموزش است. او باور داشت که ژاپن باید به جای وارد کردن اسلحه و مواد اولیه، از اکتساب دانش حمایت کند؛ چرا که دانش، دیگر ضروریات را به دنبال خواهد آورد.
کتاب «نظریه تمدن» توسط «چنگیز پهلوان» به فارسی ترجمه شد.